# Yo no creo en los hombres
Yo no creo en los hombres (no Brasil, Eu Não Acredito nos Homens) é uma telenovela mexicana produzida pela Televisa e exibida entre 10 de junho e 27 de setembro de 1991.
É um remake da novela No creo en los hombres, produzida em 1969.
A trama foi protagonizada por Gabriela Roel e Alfredo Adame e antagonizada por Saby Kamalich, Ana Colchero, Rafael Rojas, Oscar Morelli, Luisa Huertas e Bruno Rey.

## História
María Dolores é uma bela mulher que namora com Arturo. Este é um mau caráter, que se aproveita da bondade de María para enganá-la. Depois ele a abandona e se casa com outra mulher.
Um tempo depois, Arturo tenta seduzir María. Ela tenta resistir e eles protagonizam uma luta, na qual Arturo morre.
María então é declarada culpada por essa morte e é presa. Na cadeia, ela jura nunca mais acreditar e muito menos se envolver com homem.
Após sair da prisão, María conhece o advogado Gustavo, que se apaixona por ela. E através dele, María voltar a confiar nos homens. E no fim, ela se casa com Gustavo e eles vivem felizes.

## Elenco
- Gabriela Roel - María Dolores Robledo Morales
- Alfredo Adame - Gustavo Miranda Montoya
- Rafael Rojas - Arturo de la Vega Ibáñez
- Saby Kamalich - Leonor Ibáñez vda de la Vega
- Ana Colchero - Maleny de la Vega Ibáñez
- Yolanda Andrade - Clara Robledo Morales
- Martha Navarro - Esperanza Morales vda de Robledo
- Bruno Rey - Pedro Miranda
- Bárbara Gil - Laura Montoya de Miranda
- José Suárez - Leonardo Miranda Montoya
- Oscar Morelli - Lic. Salas
- Roberto Carrera - Dr. Roberto Barraza
- Pilar Escalante - Silvia Montesinos
- Hugo Acosta - Tony
- Alberto Estrella - Alfonso
- Patricia Bernal - Susana
- Jorge Antolín - José Alberto
- Humberto Yáñez - Raúl Gómez
- José Luis Yaber - Genaro
- Luisa Huertas - Josefa García
- Dora Cordero - Cecilia
- Luis Arcaraz - Orlando
- Astrid Hadad - Paca
- Damián Alcázar - Juan
- Leonor Llausás - Honoria
- Alejandro Rábago - Aurelio
- Federica Sánchez Fogarty - Elena García
- Felipe Casillas - Jacinto
- Ricardo Silva - Dr. Herrera
- Jorge Molina - Rolando
- Ninón Sevilla - Emelia
- Imelda Miller - Imelda
- Mercedes Ginorella - Lupita
- Vicky Rodel - Iris
- Jorge Acosta - Higinio
- Gaby Bermúdez - Katia
- Irma Torres - Emilia
- Darwin Solano - Eladio
- Lyn May - La China Poblana
- Guillermo Quintanilla - El Flaco
- Miguel Arizpe - El Bolillo
- Alfredo Vargas - El Güero
- Judith Arciniega - Irene
- Anna Ciocchetti - Josefina
- ' 'Selmara Gracieth- Larissa

## Exibição no Brasil
Foi exibida no Brasil pelo SBT, entre 2 de março e 31 de maio de 1993, em 78 capítulos, às 21h.

## Prêmios e indicações

### Prêmios TVyNovelas 1993
| Categoria                 | Nominado(a)            | Resultado |
| ------------------------- | ---------------------- | --------- |
| Melhor ator antagonista   | Rafael Rojas           | Indicado  |
| Melhor atriz principal    | Saby Kamalich          | Indicado  |
| Revelação feminina        | Gabriela Roel          | Indicado  |
| Melhor direção de cena    | Miguel Córcega         | Indicado  |
| Melhor direção de câmeras | Gabriel Vázquez Bulman | Indicado  |